# مذكرة تاناكا
مذكرة تاناكا أو خطة تاناكا باليابانية 田中上奏文 وهي وثيقة تعرض خطة استراتجية مزعومة لاحتلال العالم، كُتبت عام 1927 ووضعها رئيس الوزراء الياباني تاناكا غيتشي للإمبراطور هيروهيتو حتى يزين له غزو العالم. يعتبر الباحثون في الوقت الحالي أن هذه الوثيقة ما هي إلا تزوير للحقائق وتلفيق.

## تاريخ الوثيقة
نشرت هذه الوثيقة لأول مرة في ديسمبر عام 1929 في الصحف الصينية من قبل الكومينتانغ أي الحزب الوطني الشعبي الصيني الذي تولى نشر هذه الوثيقة كما اعيد نشرها في عام 1931 . تحوي هذه الوثيقة على دوافع ومنها:
لكي نحتل العالم,علينا ان نحتل الصين.

ولكي نحتل الصين,علينا ان نحتل منشوريا و منغوليا.

ومتى انتصرنا في احتلال الصين ارتعدت بلدان آسيا و بلدان البحر الجنوبي منا و سلمت لنا خاضعة.